# Leptines de Siracusa (germà de Dionís el Vell)
Leptines de Siracusa (en grec antic Λεπτίνης) fill d'Hermòcrates i germà de Dionís el Vell, va ser un militar siracusà que va viure al segle iv aC.
Se'l menciona per primer cop quan dirigia per encàrrec del seu germà el setge de Mòtia l'any 397 aC, mentre el mateix Dionís estava ocupat en sotmetre altres ciutats que encara estaven sota domini dels cartaginesos, segons Diodor de Sicília. A la caiguda de Mòtia va quedar estacionat al lloc amb una flota de 120 vaixells per intentar interceptar una flota cartaginesa dirigida per Himilcó, però aquest va eludir la seva vigilància i va arribar a Panorm amb bona part de les seves forces, tot i que Leptines el va perseguir i li va poder enfonsar uns 50 vaixells amb 5000 homes.
L'arribada d'Himilcó va capgirar la situació, ja que va poder avançar per la costa nord i va ocupar i destruir Messana, des d'on va avançar cap a Siracusa, amb el suport de la flota dirigida per Magó. Leptines es va dirigir a la zona amb la seva flota i es va produir una gran batalla naval, en la que Leptines va avançar imprudentment amb 30 vaixells cap al centre de la força enemiga i va quedar separat de la resta de la flot. Es va poder escapar només quedant-se aturat a la mar sense poder participar. La flota siracusana va ser derrotada amb fortes pèrdues i molts vaixells van caure en mans de l'enemic. Leptines es va retirar amb la resta cap a Siracusa que va quedar assetjada.
Durant el temps que va durar el setge va continuar fent importants serveis, dirigint l'atac final contra el campament cartaginès (juntament amb l'espartà Faracides) que va acabar amb la destrucció de la flota púnica.
No torna a aparèixer fins al 390 aC quan Dionís el va enviar amb una flota per ajudar els lucans contra els grecs italians. Quan va arribar els lucans havien guanyat una important batalla a Turis però en lloc de forçar la destrucció total dels grecs, va donar refugi als refugiats de Turis i va negociar una pau entre els dos bàndols. Aquesta conducta era contrària als desitjos de Dionís que el va destituir com a comandant de la flota, comandament que va donar al seu germà petit Teàrides.
Una mica després Leptines va ofendre encara més al rei donant una filla en matrimoni a Filist sense comunicar-ho a Dionís, que el va desterrar de Siracusa junt amb el mateix Filist. Els dos homes es van retirar a Turis on van ser ben rebuts i van adquirir una gran influència fins al punt de què Dionís va jutjar convenient de fer-los tornar del seu desterrament. Leptines va recuperar la seva antiga posició i rang i es va casar amb una filla de Dionís, segons diuen Diodor de Sicília i Plutarc.
El 383 aC va esclatar la guerra contra els cartaginesos, en la que Leptines va prendre part activa i va dirigir l'ala dreta de l'exèrcit siracusà a la batalla de Cronium, on va donar mostres de gran valor però va morir en el combat i els seus homes es van desbandar.